# Ammapettai (Thanjavur)
Ammapettai è una suddivisione dell'India, classificata come town panchayat, di 13.816 abitanti, situata nel distretto di Thanjavur, nello stato federato del Tamil Nadu. In base al numero di abitanti la città rientra nella classe IV (da 10.000 a 19.999 persone).

## Geografia fisica
La città è situata a 10° 48' 04 N e 79° 19' 55 E.

## Società

### Evoluzione demografica
Al censimento del 2001 la popolazione di Ammapettai assommava a 13.816 persone, delle quali 6.826 maschi e 6.990 femmine. I bambini di età inferiore o uguale ai sei anni assommavano a 1.406, dei quali 721 maschi e 685 femmine. Infine, coloro che erano in grado di saper almeno leggere e scrivere erano 10.059, dei quali 5.389 maschi e 4.670 femmine.